# スペクトルエネルギー分布

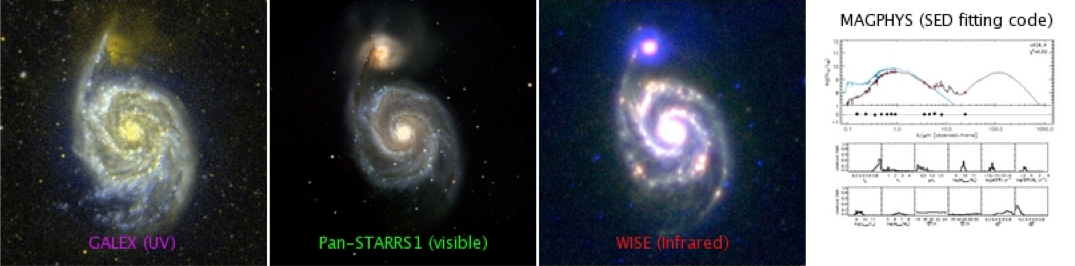
子持ち銀河（M51）の紫外線（左端）、可視光（左から2番目）、赤外線（右から2番目）画像から求めたスペクトルエネルギー分布（右端上段）。ボランティア型分散コンピューティング計画のtheSkyNet POGSで提供されていた。

スペクトルエネルギー分布（スペクトルエネルギーぶんぷ、英: spectral energy distribution、SED）は、ある物体が放射する電磁波のエネルギーを、電磁波の波長或いは振動数（周波数）の関数として、グラフに表現したものである。スペクトルとほぼ同じ意味であるが、波長又は振動数の関数としての放射の強さであることを強調する場合に、スペクトルエネルギー分布という用語が用いられる。

## 天文学への応用

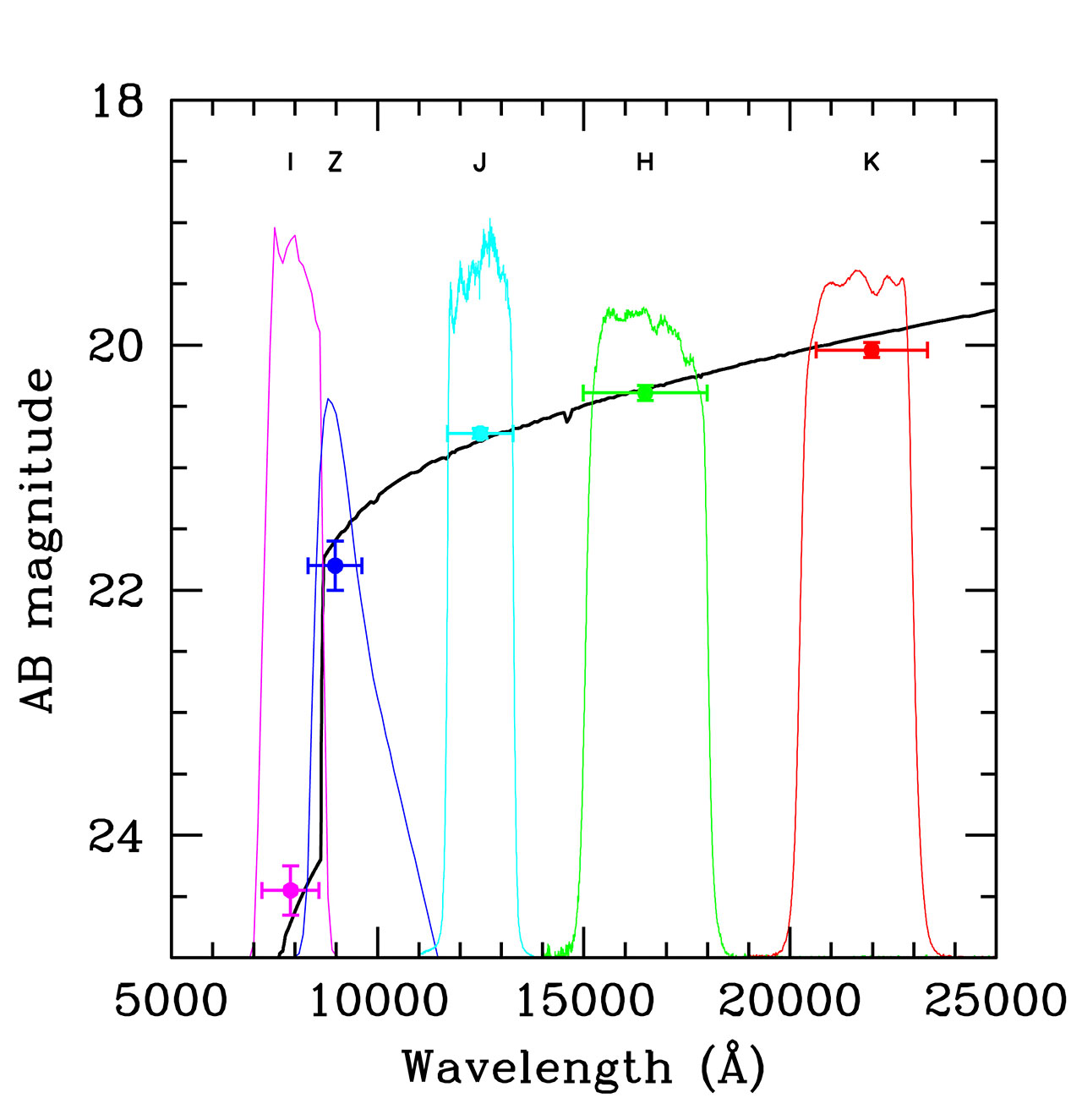
ガンマ線バーストGRB 050904のスペクトルエネルギー分布。超大型望遠鏡VLTによる観測。出典: ESO

天文学で観測に使用される、電波からガンマ線までの幅広い波長域を網羅するSEDは、天体が放射するエネルギーの特徴が一目瞭然となるので、その天体で起きている様々な物理現象を理解するための重要な手掛かりを得ることができることから、天文学において広く利用されている。例えば、黒体放射で近似できる天体の温度の推定、前主系列段階の星の分類、銀河の星生成史の推定などに、用いられている。

### 恒星
恒星は完全な黒体ではないが黒体に非常に近く、紫外域から近赤外域にかけての恒星のSEDは、黒体放射のSED、つまりプランク関数で近似することができる。このことは、恒星の有効温度（表面温度）を推定する単純な方法として利用される。観測によって得られた恒星のSEDとプランク関数を照合し、その曲線の輪郭が最もよく合う温度を、恒星の有効温度とするのである。その変型として、SEDからエネルギー極大となる波長を求め、ウィーンの変位則によって温度を計算する方法、測光観測によって得た色指数をプランク関数のそれと比較する方法もある。
また、SEDは恒星の周りにある残骸円盤や、系外惑星系候補の捜索にも利用される。星周塵を発見するには、恒星の放射が純粋に光球だけだった場合よりも、塵の温度における熱放射が有意に明るいことが観測できることが第一歩となる。中間赤外線からサブミリ波における測光観測で、星周塵の温度に適合する黒体放射のSEDが構築されれば、残骸円盤が存在する証拠となりうる。

### 星形成
赤外線からミリ波にかけてのSEDは、星形成過程について知るための情報を得る手段の一つである。原始星からおうし座T型星（Tタウリ型星）にかけての前主系列星のSEDは、中心星の黒体放射に対して、星周円盤の塵の黒体放射がどれだけ重要性を持つかによって、複数の階級に分類される。
クラス0低温の塵による黒体放射のSEDだけがみえ、赤外線で検出されず、サブミリ波から電波でのみ検出される原始星（候補）。中心星はほぼ完全にガスと塵によって掩蔽され、その黒体放射の寄与はほとんどない。
クラスI外層の星周塵から放射される波長の長い赤外線が、中心星の黒体放射よりも卓越しており、近赤外線より中間赤外線の方が放射が強い。中心星がみえている原始星に対応すると考えられる。
クラスII中心星の黒体放射と星周円盤の黒体放射が、同じような重要性を持つSEDがみえる。赤外線における星周円盤に由来するSEDは、波長に対し平坦か右肩下がりで、円盤は中心星からの距離に応じた温度勾配を持つとみられる。古典的なTタウリ型星は、クラスIIにあたる。赤外線のSEDが平坦なものは、フラットスペクトル天体とも呼ばれ、星と円盤が薄いガスに包まれている、クラスIとクラスIIの中間的な段階の天体とみられている。
クラスIII可視光から赤外線まで、ほぼ中心星の黒体放射で近似できるSEDで、中心星に近い高温領域に目立った星周構造はない。星周円盤は消えかけているか、あっても質量が小さい。弱輝線Tタウリ型星に対応すると考えられる。
これらの階級は、SEDの特徴によって分類したものであり、星形成過程の順序を表したものではないが、大まかにはクラス0からクラスIIIへ数字が上がるように進化し、主系列星になってゆくものと考えられている。

### 銀河

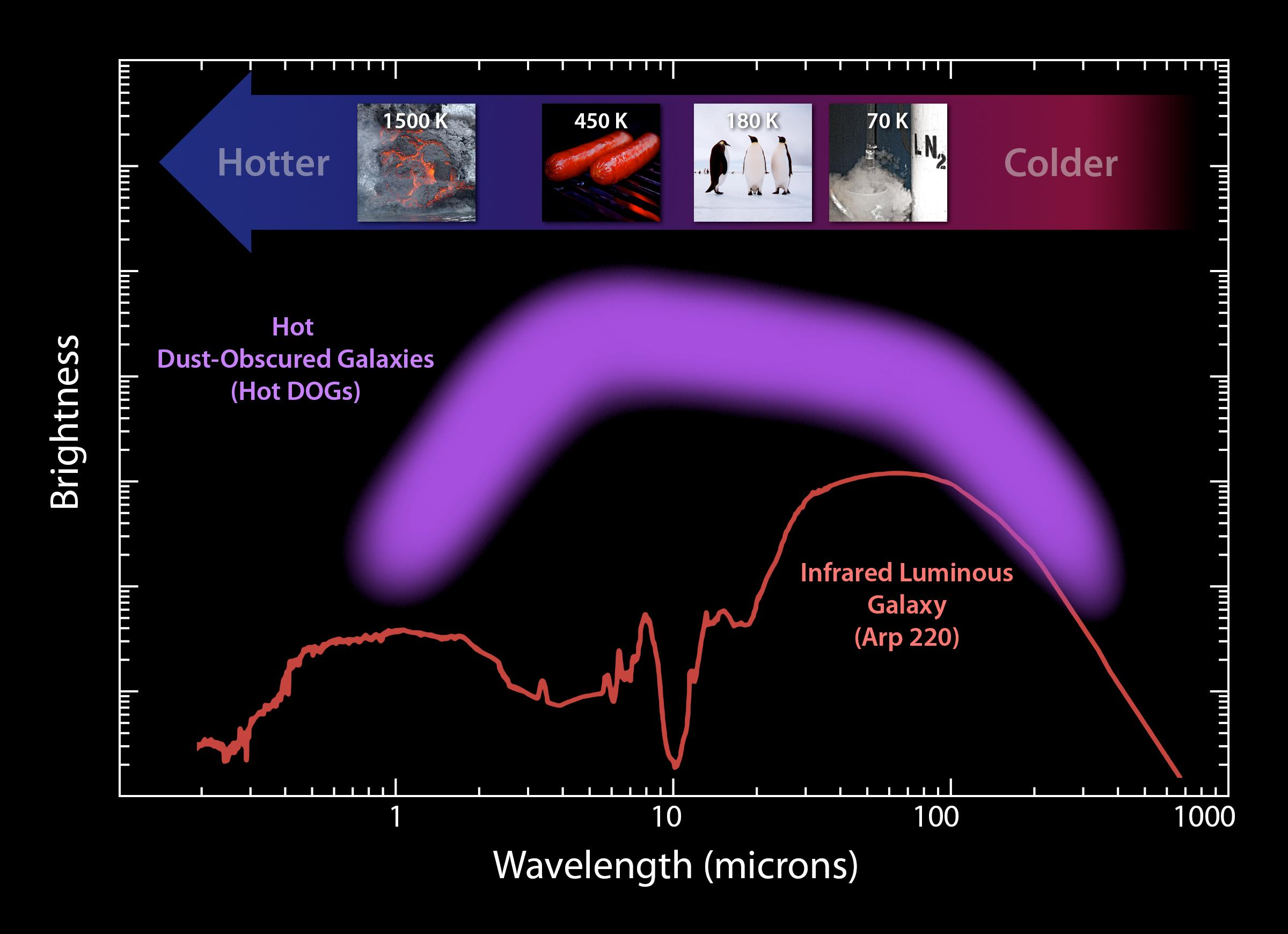
典型的な高光度赤外線銀河（赤線）と、“hot DOG”と呼ばれる高温の塵に覆われた銀河（紫帯）のSED比較。出典: NASA / JPL-Caltech / UCLA

SEDは、銀河を構成する恒星、ガス、塵などの成分とその物理状態を推定する基本量となる。銀河のSEDは、星生成史、恒星の金属量、組成の類型、初期質量関数、含まれる恒星の全質量、ガスや塵の状態や量、といった銀河の様々な特性を反映したものであり、観測した銀河のSEDから、銀河の形成と進化にとって重要なカギとなるこれらの物理量を推定することは、銀河天文学における大きな課題である。
例えば、活発な星生成活動が起きている銀河のSEDは、紫外線連続光の放射が強く、一方で、現在はほとんど星生成が起きていない銀河のSEDでは、紫外線連続光の放射は弱く、多くの金属元素による吸収が集中することでみられる4000Åブレイクがはっきりみえ、赤や近赤外線の連続光放射が強くなる。